# هاري جاي كولينز
هاري جاي كولينز (بالإنجليزية: Harry J. Collins)‏ هو عسكري أمريكي، ولد في 7 ديسمبر 1895 في شيكاغو في الولايات المتحدة، وتوفي في 8 مارس 1963 في سالزبورغ في النمسا.